# さつまお笑い劇場
さつまお笑い劇場（さつまおわらいげきじょう）は、MBC南日本放送で放送されているラジオ番組。

## 概要
日曜日午前10時から午前10時半の番組枠で放送。1962年（昭和37年）10月7日に開始され、同局でもトップクラスの長寿番組である。
鹿児島県本土で古くから盛んなことば遊びで、日常生活のこぼれ話や愚痴などを五・七・五調を基本として鹿児島弁でユニークに反語的に詠む狂句である薩摩狂句の、リスナーからはがき等で届いた投稿を、選者の先生が鹿児島弁を交えユニークに講評する「さつま狂句学校」が、番組のメインコーナーとなっている。
他のコーナーは2024年（令和6年）時点では、有川幸が方言研究家の橋口滿から、珍しい鹿児島弁や面白い鹿児島弁を紹介してもらう「ありっちの!教えてかごっま弁」、浜田順子が昔の鹿児島県について紹介する「かごっまん昔語い」、よし俣とよしげと有川幸が、毎月最終週にコントを交えて楽しく鹿児島弁を紹介する「しげちゃん・ありっちの うんだもしたん!かごっま弁」がある。
番組開始時の番組テーマ曲には、茶古くから同地に伝わる鹿児島弁のパロディーソング「茶碗虫の唄」を、ピアノの伴奏に合わせ複数の女性が歌うバージョンが、番組終了時には茶碗虫の唄をエレクトーンで演奏したインストゥルメンタル版が用いられている。「さつま狂句学校」のコーナーが開始する際と終了する際には、ピアノで演奏する「たんたんたぬき」の前半のインストゥルメンタル版が流れる。

## 歴史
1958年（昭和33年）、ラジオ番組『ラジオウィークリー』において「さつま狂句学校」が開始され、さつま狂句誌「さんぎし」を創刊した寺師若法師が選者である初代校長を務める。寺師とスタッフは、それまで新聞や雑誌などの文字だけで表現されていたさつま狂句の魅力を、いかに音だけで伝えるかに工夫を凝らした結果、MBCタレントの瀬川洋一郎が読み手を務め、聴取者から寄せられた句をメリハリを付けた方言で読み上げ、これに寺師が選評と解説を添え、瀬川が再度読み上げた後に寺師が「唱」を加える演出が確立。この演出は、後にテレビやラジオの様々な番組で継承されていく。1961年（昭和36年）、「電波で結ぶさつま狂句大会」が開始。
1962年（昭和37年）10月7日、それまで別々の番組として放送されていた「さつま狂句学校」と、MBCの鹿児島弁タレントによるバラエティ番組が一緒になり『さつまお笑い劇場』が開始。「さつま狂句学校」は、さつまお笑い劇場のコーナーとして放送。
様々な名作を鹿児島弁で演じるコーナーでは、ジャン・ヴァルジャンをもじった「ガンバルジャン」、ギ・ド・モーパッサン作『女の一生』をもじった「男の一生」などのほか、郷土ものでは椋鳩十も執筆した作品「日高山伏物語」「日当山侏儒どん」などを取り上げ放送。鹿児島市中央公民館、旧山形屋劇場、農村文化祭など各地で公開録音も行われ人気番組となっていく。
かつては、目玉作がMBCタレント集団によりショートコント化されるコーナーも放送され、野口たくおや早稲田裕美子も出演した。
1976年（昭和51年）には日本民間放送連盟賞ラジオ娯楽部門優秀賞を受賞し、1985年（昭和60年）には「さつま狂句学校」が郷土文芸さつま狂句の育成と鹿児島言葉の保存に貢献した功績で、日本民間放送連盟賞ラジオ放送活動部門に入選した。

## 出演者
- よし俣とよしげ
- 浜田順子[注釈 2]
- 有川幸 - アシスタント

### 担当選者
月替わり。いずれも「さつま狂句学校」のコーナーにおける薩摩狂句の選者。
- 山下矢絣
- 猪俣凡児
- 有村秀祭

### 方言研究家
- 橋口滿

## 過去の出演者

### メインパーソナリティー
- 猪俣睦彦（ - 2019年9月[注釈 5]）

### 担当撰者
- 実方天声[2]
- 上田格[2]
- 児玉紫雲児[2]
- 山下須奈穂[2]
- 宇井野牛骨[2]
- 荒田香津丸[2]。
- 有馬二刀流
- 川村明[注釈 6]
- 有川八味
- 金井一馬

等多数

### その他

#### あんな話、こんな話
- 志摩れい子（元MBCアナウンサー、MBCタレント、鹿児島市議会議員）

等多数